# Szestakowo (obwód woroneski)
Szestakowo (ros. Шестаково) – wieś w Rosji, w obwodzie woroneskim, w rejonie bobrowskim. W 2010 liczyła 1917 mieszkańców.